# Richard Stribeck
Richard Stribeck (7 de julio de 1861 - 29 de marzo de 1950) fue un ingeniero mecánico alemán, cuya carrera estuvo vinculada tanto a la docencia y la investigación como a la práctica empresarial, especialmente en el campo del estudio de los fenómenos de contacto y de rodadura relacionados con la industria de los rodamientos. La curva de Stribeck, utilizada en tribología, lleva su nombre.

## Semblanza
Stribeck nació en Stuttgart en 1861. Entre 1880 y 1885 estudió ingeniería mecánica en la Universidad Técnica de Stuttgart, y a continuación comenzó a trabajar como diseñador industrial en Königsberg. En 1888 pasó a ser profesor en Stuttgart, y en 1890 Profesor de Ingeniería Mecánica en la Universidad Técnica de Darmstadt. Tres años después, en 1893, pasó a ser catedrático en la Universidad Politécnica de Dresde. En 1896 se convirtió en jefe del equipo de laboratorio de la universidad.
En 1898 fue nombrado jefe del Departamento de Metalurgia Física del Instituto Técnico y director del Centro de Estudios Científicos y Técnicos en Neubabelsberg. Durante sus investigaciones, en 1902 describió el coeficiente de fricción en cojinetes lubricados, ahora conocido como la curva de Stribeck.
Desde 1908 trabajó para Krupp en Essen y en 1919 para Robert Bosch GmbH en Stuttgart. Stribeck era amigo desde la época de la universidad del industrial Robert Bosch, con quien mantuvo a través del Politécnico de Stuttgart una relación de por vida.
Stribeck fue candidato a recibir la Medalla Wilhelm Exner.

## Trabajo
Richard Stribeck realizó estudios en el campo de tribología, centrándose en la fricción en contactos deslizantes lubricados, como cojinetes de deslizamiento. Su trabajo condujo al desarrollo de la curva de Stribeck, un concepto tribológico fundamental que muestra cómo las condiciones de operación (en particular, la carga normal, la viscosidad del lubricante y la velocidad de arrastre del lubricante) influyen en el coeficiente de fricción en los contactos lubricados por fluido. Por estas contribuciones, Duncan Dowson lo nombró como uno de los 23 "Hombres de la tribología".

## En la cultura popular
- En la comedia de situación de Tim Allen Last Man Standing, en ABC, la esposa de Allen intenta demostrar que no hay fantasmas en el trabajo al explicar cómo mediante la mecánica de contacto por fricción hizo que un vaso frío se deslizara espontáneamente sobre un mostrador, terminando con la afirmación de que "es tu curva básica de Stribeck".